# 薑餅乾

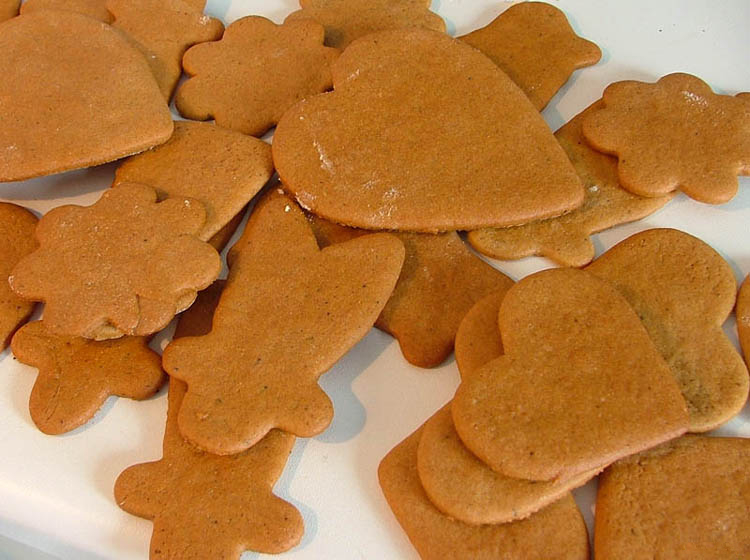
斯堪的纳维亚風格的薑餅乾

薑餅乾（ginger snap、ginger nut、ginger biscuit）是流行於各地的餅乾類零食，有薑的味道。薑餅乾的調味包括粉末狀的薑、許多的香辛料、可可粉等，最常用桂皮、糖蜜及肉豆蔻，有許多不同的食譜，亦是西方國家於聖誕節常有的小吃。

## 各地的薑餅乾
薑餅乾和薑堅果不同，後者是一種薑餅，但直徑較小，也比較厚。2009年時，麥維他的薑餅乾獲選為英國泡在茶裡食用的餅乾中，受歡迎程度第十名的餅乾。
薑餅乾是紐西蘭最暢銷的餅乾，可能和其堅韌的質地，泡在茶也不會一下就化掉的特點有關。紐西蘭的餅乾商估計每年會賣掉
六千萬個，這也成為一本書的標題《60 Million Gingernuts》，一本說明紐西蘭記錄的編年史。澳洲的雅樂思餅乾有針對不同國家人們的口味，製作四種不同的薑餅乾。

## 外部連結
- 维基共享资源上的相關多媒體資源：薑餅乾